# Mirandy Smiles
Mirandy Smiles è un film muto del 1918 diretto da William C. de Mille. La sceneggiatura di Edith M. Kennedy si basa su The Littlest Scrub Lady, racconto di Belle K. Maniates di cui non si conosce la data di pubblicazione. Prodotto dalla Famous Players-Lasky Corporation e distribuito dalla Paramount, il film fu interpretato da Vivian Martin, Douglas MacLean, Lewis Willoughby, Gean Gennung, William Freeman, Mayme Kelso, Elinor Hancock, Frances Beech.

## Trama
Per aiutare la madre che deve allevare sei bambini, Mirandy Judkins si è trovata un lavoro al teatro dell'Opera. Lì, conosce Teddy Lawrence, uno dei musicisti, che la invita a venire a sentirlo suonare la domenica, quando tiene i suoi concerti alla chiesa di San Marco. Mirandy accetta l'invito e, in chiesa, fa amicizia con Rose, la maestra, che per aiutare la ragazza le procura il lavoro di lavandaia per la chiesa. Rose, innamorata di John Kennedy, il pastore, perde un bigliettino nel quale accettava la sua proposta di matrimonio. Dopo qualche piccolo equivoco, Rose e John si fidanzeranno, mentre la signora Judkins, la madre di Mirandy, viene in possesso di un'eredità che risolve i suoi problemi finanziari.
Mirandy accetta la proposta di matrimonio di Teddy, ma all'inizio non è troppo convinta dall'idea di trasferirsi con la madre in campagna e il giovane deve penare un po' per riuscire a farle cambiare idea.

## Produzione
Il film fu prodotto dalla Famous Players-Lasky Corporation.

## Distribuzione
Il copyright del film, richiesto dalla Famous Players-Lasky Film Corp., fu registrato il 28 settembre 1918 con il numero LP12912.
Distribuito dalla Paramount Pictures e dalla Famous Players-Lasky Corporation, uscì nelle sale cinematografiche statunitensi il 15 dicembre 1918.
Non si conoscono copie ancora esistenti della pellicola che viene considerata presumibilmente perduta.